# Trypogeus coarctatus
Trypogeus coarctatus är en skalbaggsart som beskrevs av Holzschuh 2006. Trypogeus coarctatus ingår i släktet Trypogeus och familjen långhorningar. Inga underarter finns listade i Catalogue of Life.